# Szlama Lichtenberg
Szlama Lichtenberg (Szloma) (ur. 1 listopada 1886 w Czemiernikach k. Lublina, zm. 1944 w Auschwitz-Birkenau) – nauczyciel, łódzki działacz społeczny i syjonistyczny, publicysta.

## Biogram
Urodził się w chasydzkiej rodzinie skupionej wokół rabina z Kocka. W młodości pobierał naukę w jeszybotach.
W 1904 r. poślubił Rywkę Bruchę (ur. 17 lutego 1888), z domu Król, i zamieszkał w Żurominie, gdzie rozpoczął działalność społeczną. Wkrótce wybrano go ławnikiem, a potem został przewodniczącym miejscowej gminy żydowskiej.
W 1930 r. zamieszkał wraz z rodziną w Łodzi. Był jednym z inicjatorów i założycieli hebrajskiej szkoły „Tachkemoni” (z hebr. Wiedza, szkoły w Warszawie, Krakowie, Kaliszu i innych miastach) w Łodzi przy ul. H. Sienkiewicza 3, pracując tam jako nauczyciel i wychowawca, równocześnie będąc wicedyrektorem szkoły.
W 1937 r. mieszkał przy ul. Drewnowskiej 42.

## Działalność publicystyczna
W 1912 w almanachu „Wahlblat” opublikował obszerny esej o sytuacji Żydów w małych miasteczkach. Porzucił jednak z czasem ruch ortodoksyjny i zaczął działać w religijno-syjonistycznej organizacji „Mizrachi”.
Jego eseje i artykuły o aktualnej tematyce drukowane były w „Lodzer Tageblatt” oraz w organie partii Mizrachi, czasopiśmie „Mizrachi Sztyme”, wydawanym w języku jidysz. Publikował też w warszawskich „Der Mizrachi Weg” i „Hamizrachi”.
W 1937 ukazała się jego broszura Chesed leumim. Der szos in Dawos un zajn opklang in Żenewe, stanowiąca zbiór artykułów na temat głośnego wówczas zamachu Żyda Dawida Frankfurtera na Niemca Wilhelma Gustloffa, jednego z czołowych przywódców NSDAP.
W sierpniu 1939 wydana została w Łodzi jego druga książka pt. Majn Wort.
Również trójka jego dzieci działała w organizacjach syjonistycznych w Łodzi: Lea w religijnej „Mizrachi”, Estera w socjalistycznej „Haszomer Hacair”, Uzjel w liberalnej „Hanoar Hacjoni”.
Na początku 1940 został przymusowo przesiedlony do getta, które hitlerowcy po kilku miesiącach od napaści na Polskę i zajęcia Łodzi, zorganizowali w końcu 1939 r. i szczelnie odizolowali od miasta 30 kwietnia 1940, w najbiedniejszej dzielnicy Łodzi – Bałuty dla 240 000 Żydów z Łodzi i wielu innych miast Polski i Europy, było ogromnym obozem przymusowej pracy, ale i eksterminacji.
Początkowo mieszkał tam przy ulicy Gnieźnieńskiej 26, a od 1 grudnia 1941 przy ul. Mrocznej 3. Do zamknięcia szkół w getcie jesienią 1942 r. pracował w nich jako nauczyciel.
W sierpniu 1944 podczas likwidacji getta został wywieziony do obozu koncentracyjnego Auschwitz-Birkenau (Oświęcim-Brzezinka), gdzie zginął.